# Comuna Malîi Hodacikiv
Malîi Hodacikiv (în ucraineană Малий Ходачків) este o comună în raionul Ternopil, regiunea Ternopil, Ucraina, formată din satele Kosteantînivka și Malîi Hodacikiv (reședința).

## Demografie
Componența lingvistică a comunei Malîi Hodacikiv
     Ucraineană (99,14%)
     Alte limbi (0,87%)
Conform recensământului din 2001, majoritatea populației comunei Malîi Hodacikiv era vorbitoare de ucraineană (99,14%), existând în minoritate și vorbitori de alte limbi.